# Gazni
Gazni, (del persa غزنى, Ġaznī) es una ciudad de Afganistán, situada en el centro del país. Es capital de la provincia homónima, y su población es de 157.277 habitantes (2007).
Está situada en una meseta de 7.280 pies (2.219 ms) sobre el nivel del mar. Está conectada por carreteras con Qalāt-e Ġilzay al suroeste, Kābul al noreste y Gardez al este. La población de Gazni es multicultural y multiétnica, con tayikos, pastunes, hazaras, y un pequeño número de hindúes.
Ghazna y Ghaznīn son otros nombres antiguos de Gazni.

## Historia

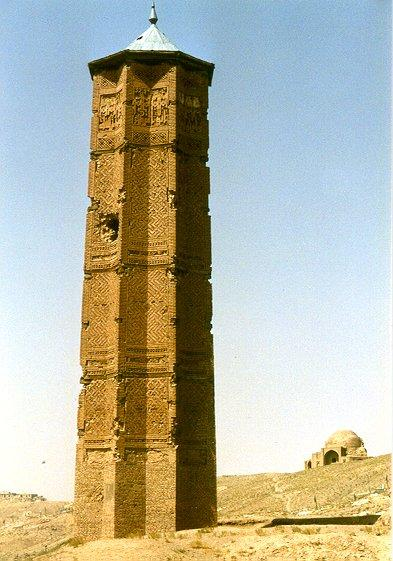
El minarete de Gazni, construido por Bahram Shah durante la época de los gaznávidas.

El escritor griego Claudio Tolomeo (90-168 a. C.) escribió acerca de este pequeño mercado. 
Gazni fue un gran centro budista antes y durante el siglo VII d. C.
En el 683, las fuerzas árabes introdujeron por la fuerza el islam en las regiones vecinas. Yaqub Saffari de Zaranj extendió la vasta región.
Después de la reconstrucción de la ciudad por el hermano de Yaqub, se convirtió en la deslumbrante capital del Imperio gaznávida desde 994 a 1160, abarcando todo el norte de India, Persia y Asia Central. Muchas de las campañas iconoclastas fueron iniciadas desde Gazni a India. Los gaznávidas llevaron el islam a India y retornaron con fabulosas riquezas obtenidas de templos y príncipes indios. Visitantes contemporáneos y residentes en Gazni describieron con maravilla los edificios recargados, las grandes bibliotecas, las suntuosidades de las cortes ceremoniales y la gran cantidad de objetos preciosos propiamente de los ciudadanos de Gazni.
La capital fue arrasada en 1151 por el gurida Alaudin pero fue hecha la capital secundaria en 1173. Floreció de nuevo pero fue devastada en este tiempo, en 1221 por Gengis Kan y los mongoles, liderados por su hijo Ogodei.
Gazni es famosa también por sus minaretes, construidos en un plan estelar. Estos datan de la mitad del siglo XII y son el elemento sobreviviente de la mezquita de Bahramshah. Sus lados son decorados con modelos geométricos. Las secciones altas de los minaretes han sido dañadas o destruidas.
Las únicas ruinas de la antigua Gazni que conservan una apariencia de forma arquitectónica son estas dos torres, que miden 43 m de altura y tienen una distancia de 365 m entre sí.
De acuerdo con las inscripciones, las torres fueron construidas por Mahmud de Gazni y su hijo.
El mausoleo más importante localizado en Gazni es el del Sultán Mahmud. Otras tumbas incluyen a poetas y científicos, por ejemplo la Tumba de Al Biruni.
Durante la primera guerra anglo-afgana, la ciudad capital de Gazni fue asaltada y tomada por las fuerzas británicas el 23 de julio de 1839 en la batalla de Gazni. La Guerra Civil Afgana y el continuo conflicto entre los talibán y la Alianza del Norte durante los años noventa del siglo XX puso a los restos arqueológicos de Gazni en peligro. Los talibanes se desplazaron a Fazl Uddin a cargo de proteger los artefactos.
En 1960, una Buda femenina de 15 metros fue descubierta unida de espaldas y rodeada por pilares vacíos que una vez ayudaron en filas los pequeños Budas masculinos. Partes de la Buda femenina fueron robadas. En 1980 un cobertizo de ladrillo de lodo fue creado para proteger la escultura, pero los soportes de madera fueron sustraídos para leña y el cobertizo colapsó parcialmente.
La posición estratégica de Gazni, tanto económicamente como militarmente, asegura su renacimiento, aunque sin su forma grandiosa. A través de los siglos la ciudad figura prominentemente como la llave de la posesión de Kabul.

## Demografía
El historiador estadounidense Tertius Chandler la enlista entre las urbes que tenían más de 40 000 habitantes en 1200, aunque no da una cifra concreta, sin embargo, menciona que fue capital de los gúridas entre 1173 y 1206, y pudo tener una población equivalente a la mitad de Gaur (Ghor), estimada en cincuenta mil en 1200.
Para el año 1100 tenía 30 000 habitantes (la mitad que Lahore) y para el 1150 da la de 40 000. Centurias antes, para los años 990 y 1001 estimaba que tenía 60 000 habitantes. En 1018 se calcula en 66 000 habitantes. En 1808 se estima que tenía sólo 9000. Se basa en los escritos del diplomático británico Mountstuart Elphinstone en 1808-1809. En 1882 eran 10 000. Estimaciones del gobierno afgano en 2002 hablaban de 46 000 habitantes.

## Lugares de interés
- Ciudadela de Gazni
- Minaretes de Gazni
- Palacio del Sultán Masud III
- Tumba de Sebuktigin
- Mausoleo del Sultán Mahmud
- Mausoleo de Sanai
- Museo de Arte Islámico
- Excavaciones Tapa Sardar

## Nacidos o habitantes célebres de Gazni
- Hajweri Ghaznawi
- Mahmud de Gazni
- Sanaí
- Hassan Ghaznavi
- Farrojí Sistaní, Manuchehrí y Abolfazl Beyhaqi (tres poetas y escritores de elite que vivieron durante el período gaznávida)